# داي إيفانز
داي إيفانز (بالإنجليزية: Dai Evans)‏ (28 يناير 1902 في المملكة المتحدة - 1 يناير 1951) هو لاعب كرة قدم بريطاني (وحمل سابقاً جنسية المملكة المتحدة لبريطانيا العظمى وأيرلندا) في مركز الدفاع. شارك مع منتخب ويلز لكرة القدم. أما مع النوادي، فقد لعب مع بولتون واندررز ونادي بوري ونادي ريدنغ وهدرسفيلد تاون ونادي نيلسون وMerthyr Town F.C. ‏.